# ئی‌ام‌دی اس‌دی‌پی۴۰
ئی‌ام‌دی اس‌دی‌پی۴۰ (انگلیسی: EMD SDP40) یک لوکوموتیو دیزلی ساخت شرکت جنرال موتورز الکترو-موتیو دیویژن است.
این لوکوموتیو که مابین سال‌های ۱۹۶۶ تا ۱۹۷۰ تولید می‌شده دارای ۱۶ سیلندر، ۳۰۰۰ اسب بخار قدرت و ۱۳۴ کیلومتر در ساعت سرعت نهایی بوده است.